# بيت عيال حسين على (يهر)

تعديل مصدري - تعديل

بيت عيال حسين على هي إحدى قرى عزلة يهر بمديرية يهر التابعة لمحافظة لحج، بلغ تعداد سكانها 58 نسمة حسب تعداد اليمن لعام 2004.